# Taboada (Lugo)
Taboada es un municipio español de la provincia de Lugo (Galicia), perteneciente a la familia geográfica de Monterroso comarca de Chantada y a la Ribeira Sacra gallega.
Está situado al pie de la sierra de O Faro y en la orilla occidental del embalse de Belesar sobre el río Miño. Su gentilicio es "taboadés".

## Etimología
El origen etimológico del municipio más fundado históricamente es el de provenir de un propietario, Arias Petri de Tabulata, que sería oriundo de las tierras de Ponte Taboada (Silleda) y que se asentaría en la zona occidental del actual municipio, en torno a la parroquia de Taboada dos Freires. Con el paso de los siglos, Tabulata habría dado nombre de forma genérica a buena parte del actual municipio.
A partir del siglo XV, los señores (y desde 1687, condes) con solar en San Pedro de Bembibre darían a sus dominios el nombre de Taboada. El nombre se consolidaría finalmente en 1840, cuando se constituye oficialmente el Ayuntamiento, que pasa a denominarse Taboada en referencia a la jurisdicción mayoritaria y principal. El nombre de la villa, sin embargo, no se popularizaría como tal hasta mediados del siglo XX, siendo hasta entonces conocida como San Tomé do Carballo.

## Geografía
El ayuntamiento de Taboada se encuentra en el norte de la comarca de Chantada, en el sudoeste de la provincia de Lugo. Con una extensión de 146,7 km², cuenta con más de 200 núcleos de población repartidos entre 27 parroquias. Limita al norte con Portomarín, al noroeste con Monterroso y Antas de Ulla, al oeste con Rodeiro, al sur con Chantada, y al este con O Saviñao y Paradela. La villa de Taboada, capital municipal, se encuentra en una planicie en el centro geográfico del ayuntamiento.
El término municipal se extiende desde la sierra de O Faro hasta las orillas del río Miño. El punto más alto es la cima de San Cristovo (818 m), cerca de Monterroso, aunque las parroquias más occidentales, próximas a la sierra, alcanzan alturas de más de 700 metros.
El río Toldao (que toma distintos nombres a lo largo de su recorrido) atraviesa el ayuntamiento de oeste a este y el río Enviande marca el límite con el ayuntamiento de Chantada por el sur.
Predominan los bosques autóctonos de robles y castaños, así como zonas de labradío y de cultivo de la vid en las riberas. Hay algunas zonas donde crecen pinos y, en menor medida, también se cultiva el eucalipto. El ayuntamiento puede adscribirse paisagísticamente a la de la planicie luguesa, excepto las zonas de la ribera del Miño.
Taboada registra episodios sísmicos de forma relativamente frecuente, siendo su epicentro la parroquia de Mourulle, lo que se atribuye probablemente a una falla sísmica.

## Historia
Época prerromana y romana
Hay algunos yacimientos megalíticos, como en el monte de A Medela, cerca del lugar de As Neves o en O Maxal, aquí lindando con las comarcas de Deza y Ulloa. De los tiempos anteriores a la romanización se conservan vestigios en Fradé, Arxiz e Insua y castros en lugares como Castelo, Moreda, Vilela, Piñeira y Gondulfe. El vestigio castreño más importante es el Guerreiro de Ralle, del que se conserva solo la cabeza, siendo la pieza de mayor tamaño del ámbito castreño galaico que, estando entera, podría alcanzar los cuatro metros de altura. Está conservada en la casa de la aldea que le da nombre en la parroquia de Vilela. En la Casa da Torre de Moreda existen restos de tumbas antropomórficas que sugieren una gran antigüedad en la población del lugar.
La cultura castreña ocupaba algunos centros importantes, como los castros de Casetlo, Moreda o A Moa da Nóvoa, así como otros menores y menos evidentes como San Lourenzo, Carboeiro o Fontefría. En el castro de Castelo continúa celebrándose la Queima das Fachas, de posible origen castreño y relacionada con otras similares como el Folión de Fachas (Vilelos, O Saviñao) o la Festa dos Fachós de Castro Caldelas.
Edad Moderna y Antiguo Régimen
El ayuntamiento de Taboada está fuertemente vinculado con el Condado de Taboada, que constituyó uno de los principales centros de poder en el municipio.Sin embargo, durante el Antiguo Régimen, las parroquias del que hoy es el término municipal de Taboada estaban repartidas en hasta siete jurisdicciones: Taboada (con la mayor parte de las parroquias), Monterroso, Amarante, Quinzán, Vilar, Portomarín y el coto redondo de Moreda.
Distintas familias hidalgas construyeron en las tierras de Taboada numerosos pazos y casas grandes, como los pazos de Perrelos (Castelo), Nogueira (Cicillón), Relás (Carballo; asociado a una rama menor de los Taboada) o las casas grandes de Buín (Campo), Covas (Castelo) o Sonán (San Salvador de Insua).
Época contemporánea (desde 1840)

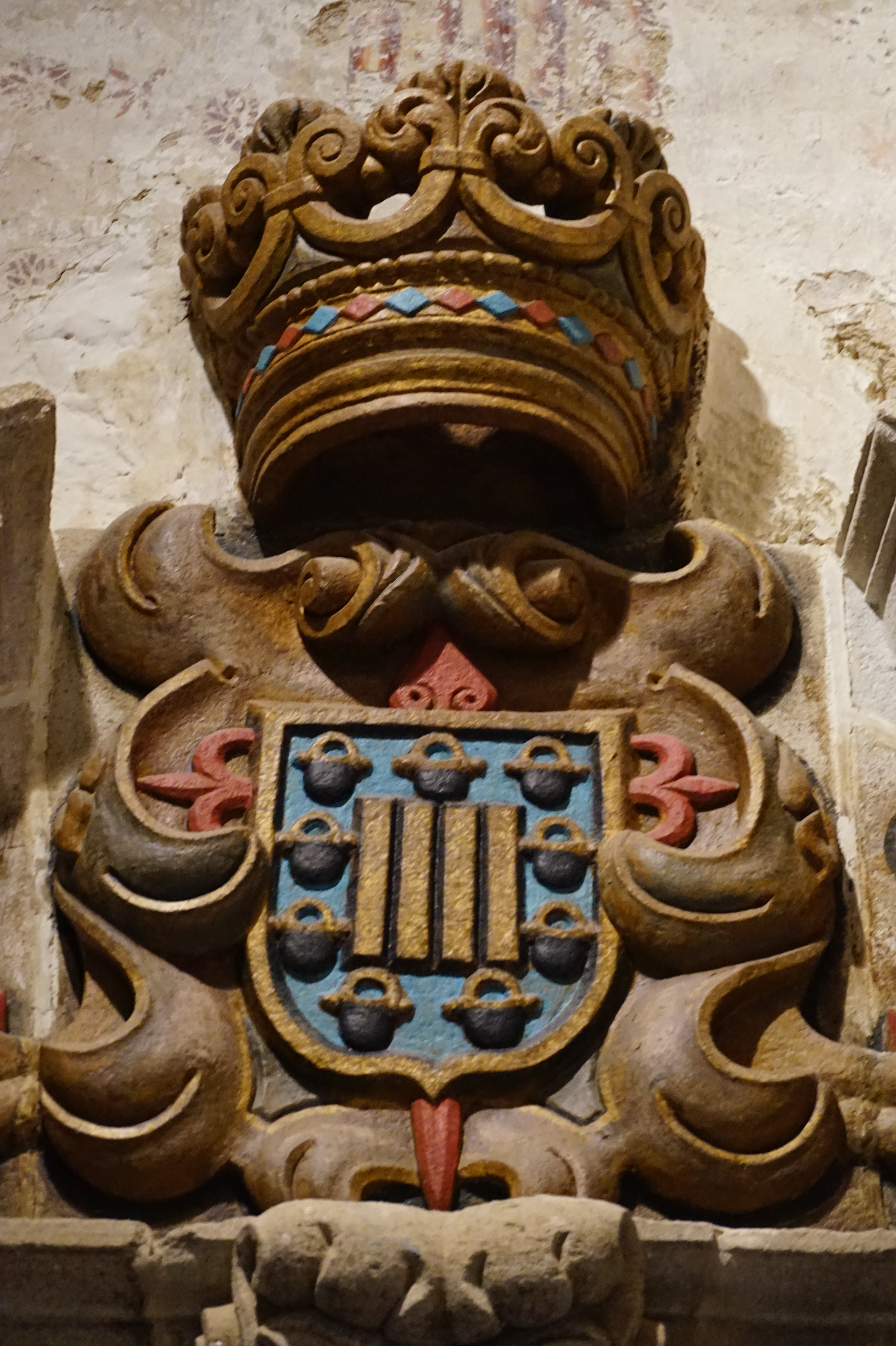
Escudo del conde de Taboada en la iglesia de San Pedro de Bembibre (1687).

En 1835 se organizaron los ayuntamientos de Taboada (antigua jurisdicción) y de Vilar, aunque algunas parroquias pertenecían a Monterroso, Amarante y Portomarín. En 1840 constituiuse el actual ayuntamiento teniendo cómo primer alcalde a Xosé María López de Prado. Desde entonces, las únicas modificaciones territoriales producidas fueron la incorporación hasta 1845 de las hoy chantadinas parroquias de Adá y Arcos. El nombre de Taboada le fue atribuido por la jurisdicción mayoritaria del Antiguo Régimen, administrada por los Condes de Taboada, así como su capital, pues hasta mediados del siglo XX solo aparecía registrada cómo "Carballo", "Santo Tomé" o "Santo Tomé do Carballo".
Inicialmente, Taboada pertenecía al partido judicial de Chantada, pero cuando en 1822 Chantada pasa a la provincia de Orense, Taboada se convierte en la capital del partido homónimo, abarcando parte del anterior de Chantada, y se mantuvo así hasta 1844. Contó con juzgado comarcal (incluyendo los ayuntamientos de Taboada y Portomarín) hasta 1953.
A mediados del siglo XIX se construyó la carretera N-540, alrededor de la cual fue creciendo la villa de San Tomé do Carballo, a partir de varias aldeas (Pacios, Riazor, etc.), la cual experimentaría un notable crecimiento demográfico y económico, de lo cual es una muestra la Casa de Manuel Rigueira, de estilo modernista, construida en 1919.
En 1963 concluyó la construcción del embalse de Belesar, que inundó una considerable superficie en la parte ribereña del municipio, incluyendo cientos de hectáreas de campos, viñedos y montes, así como poblaciones enteras (Santa Marta, Pincelo, Mourulle, etc.) y el Puente Fortes, construido en 1945, que unía ambos lados del Miño. A inicios de los 70 fue construido el Puente de Mourulle, popularmente conocido como "puente de los tornillos",  diseñado por José Antonio Torroja y poe el cual pasa la carretera LU-611.

## Geografía humana

### Demografía
Cuenta con una población de 2601 habitantes (INE 2024).
| Gráfica de evolución demográfica de Taboada entre 1842 y 2021                                                         |
| |
| Población de derecho según los censos de población del INE. Población de hecho según los censos de población del INE. |

### Economía

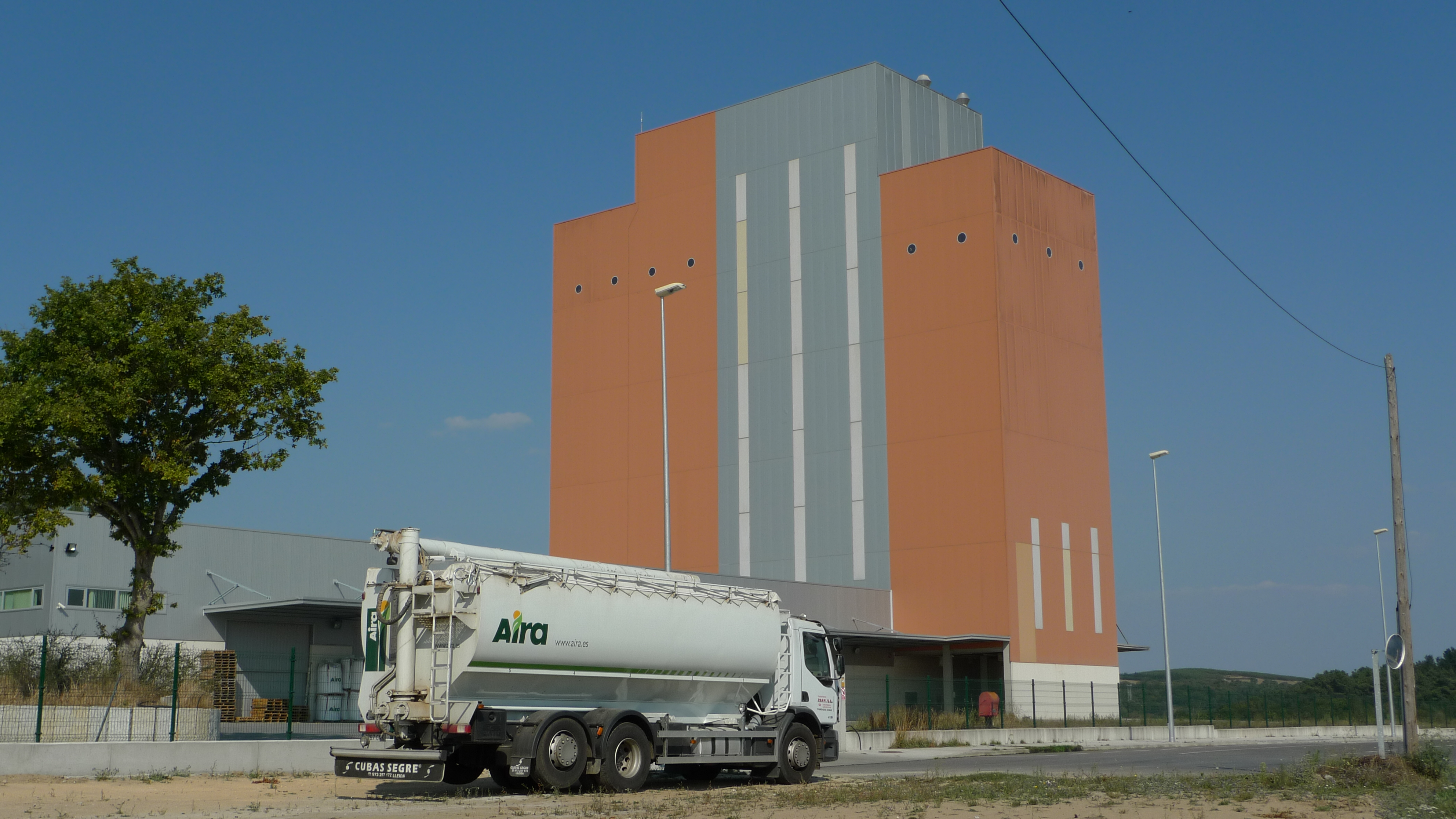
Cooperativa Aira en la parroquia de O Carballo

El sector primario ocupa un lugar principal en la economía del ayuntamiento. Prácticamente la totalidad de su superficie está destinada a su explotación y el sector secundario está especialmente vinculado con el primario. También el sector de los servicios está condicionado en buena medida por las actividades agrarias.
La ganadería ocupa el primer lugar en las actividades económicas de este ayuntamiento, situada en la meseta o superficie de aplanamiento interior, con modernas explotaciones dotadas de las últimas tecnologías, que le permiten una producción de gran calidad y cantidad. Cuenta, igualmente con industrias lácteas. La cooperativa Aira es la única con presencia en el polígono.
La agricultura es la otra gran actividad, en la que destacan los forrajes, para consumo propio. La viticultura tiene también un fuerte peso, llevándose a cabo en las plataformas escalonadas de las riberas del embalse de Belesar, en el linde oriental del municipio. La variedad de uva más apreciada es la mencía. Los aguardientes de múltiples variedades, dentro de la denominación de Portomarín, consiguen una alta calidad. En las zonas próximas a la ribera miñota hay olivares, aunque son una actividad aún incipiente.
La explotación de la madera es el otro grano motor económico primario. Sobre todo en el nordeste del ayuntamiento se extienden importantes plantaciones de pino y, en menor medida, también de eucalipto.
El sector servicios (alimentación, transportes, servicios agrícolas, de enseñanza, de salud etc.) está concentrado case en su totalidad en la capital municipal. Buena parte de los comerciantes y PYMES del ayuntamiento están organizados en la Asociación de Comerciantes e Industriais do Municipio de Taboada (ACIMTA). Celebra ferias periódicas el 4 y 20 de cada mes.

## Organización territorial
El municipio está formado por doscientas dieciséis entidades de población distribuidas en veintisiete parroquias:
- Ansar (San Estebo)[7][10]
- Argiz[8]
- Bembibre (San Pedro)
- Bouzoa (San Xoán)
- Campo (San Xulián)[7][11][12]
- Carballo (Santo Tomé)[7][13]
- Castelo (Santa María)
- Cerdeda (Santa María)[7][14]
- Cicillón (Santiago)
- Couto (San Martiño)
- Esperante (Santiago)
- Fradé (Santiago)
- Gián[8]
- Gondulfe (San Lourenzo)
- Insua (San Salvador)
- Mato (San Martiño)
- Mesonfrío[8] (San María)[7][15]
- Moreda (Santa María)
- Mourelle[8] (San Vicente)[14]
- Piñeira (Santa María)
- San Julián de Insua[8]
- Sobrecedo (Santiago)
- Taboada dos Freires (Santa María)
- Torre[8] (San Mamede)[7][16][14]
- Vilameñe ( (Santa Mariña)

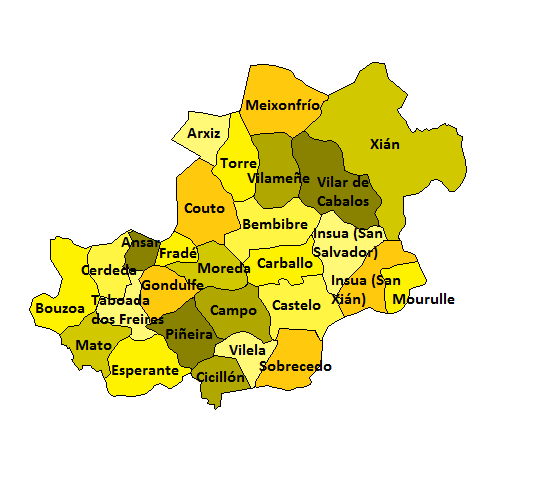
Parroquias de Taboada.

- Vilar de Caballos (Santabaia)[17]
- Vilela (San Miguel)

## Patrimonio

### Arquitectura religiosa
Taboada es una zona rica en arquitectura románica. Hay un total de siete iglesias de este estilo, construidas entre los siglos XII y XIII.
- La iglesia de San Pedro de Bembibre se encuentra la un kilómetro del pazo-fortaleza de los condes de Taboada. De planta rectangular y con ábside semicircular, tiene un interesante retablo, conserva el púlpito en el muro norte, frescos en buen estado y el sarcófago del primer conde de Taboada, Xoán Taboada de Ribadeneira y Figueroa. Fue declarada Bien de Interés Cultural.

- La iglesia de Santa María de Taboada dos Freires es una de las pocas iglesias de origen templario del país. Construida en el 1191, es obra del Maestro Pelaxio, como figura en el tímpano, donde está representando a Sansón degollando un león. Debió ser parte de un monasterio hoy desaparecido.

- La iglesia de Santa María de Piñeira es el templo románico de mayor tamaño del ayuntamiento y estuvo ligado a la actividad monacal (teniendo constancia de la presencia de por lo menos dos monasterios en la parroquia). Conserva intacta su planta primitiva, excepto la portada, que es moderna,y tiene una ábside de considerable tamaño.

Otras iglesias románicas de interés son las de Santa María de Castelo, San Xián de Campo, Santa Mariña de Cerdeda y San Xoán de Bouzoa. Aparte de las grandes construcciones, hay en Taboada una gran cantidad de capillas, cruceros y "petos de ánimas" repartidos por el municipio.

### Arquitectura civil

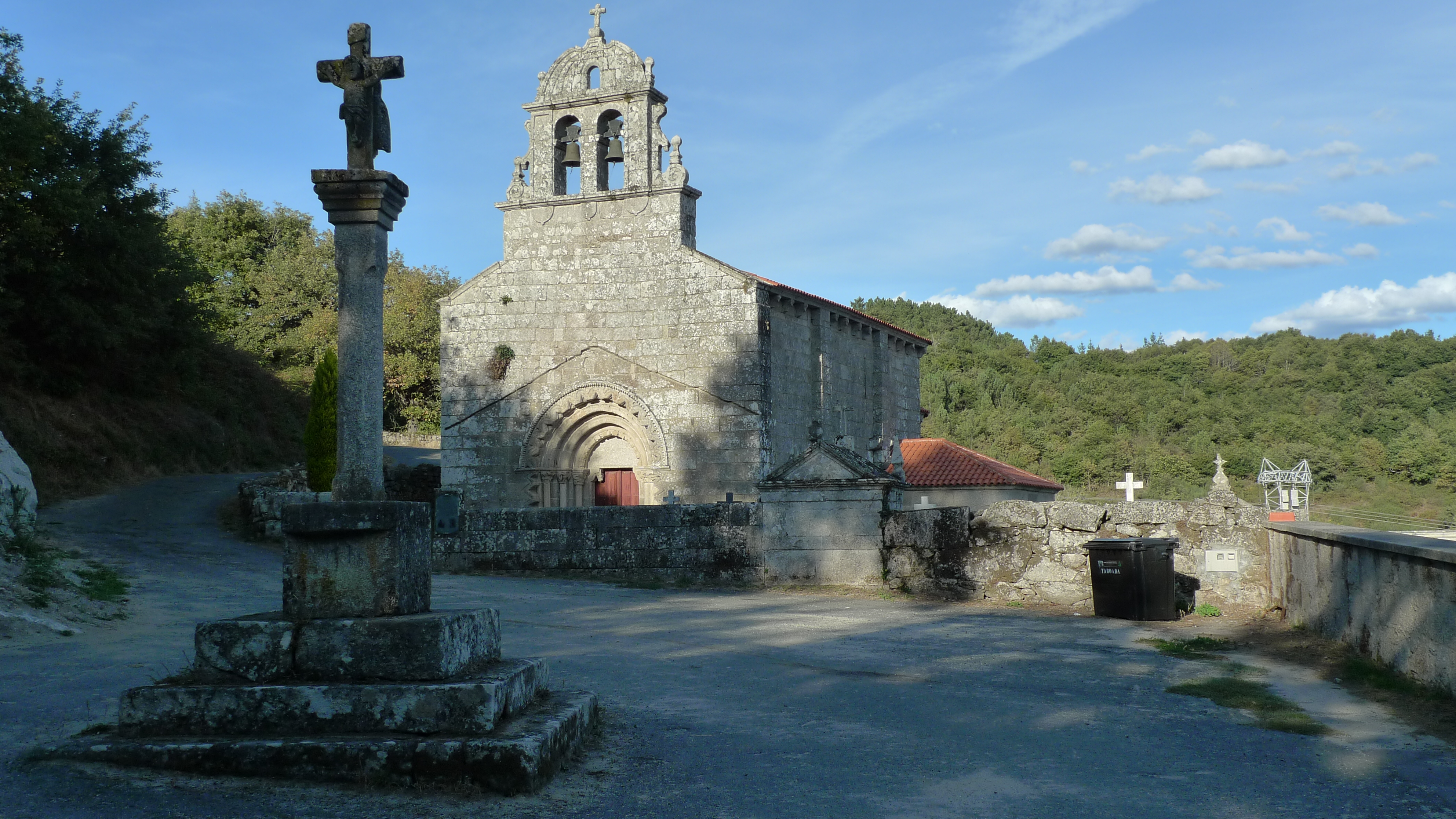
Iglesia de San Pedro de Bembibre

Esta es una zona de gran concentración de construcciones señoriales entre las que hace falta destacar:
- La Casa da Torre de Moreda, con planta originaria propia de una torre (lo que da cuenta de su antigüedad) y muy modificada a lo largo de la Historia. En su interior se encontraron restos de tumbas antropomórficas que nos llevan a pensar que este fue uno de los primeros asentamientos humanos del entorno.

- El pazo-fortaleza de San Pedro de Bembibre o de los Condes de Taboada, construido en 1413 y residencia de los condes de Taboada desde entonces. Tiene una planta en U y el aspecto de una fortaleza: torre almenada y aspecto austero y fuerte.

- El pazo de Relás está en la aldea tocaya, en la parroquia de Santo Tomé do Carballo. Su propiedad estuvo ligada a la familia de los condes de Taboada y tiene, como el anterior, un aspecto austero y fuerte.

- El pazo de Vilar, en la parroquia de Esperante, hoy en ruinas,tiene un grano tamaño y fue cabeza del arciprestado de Vilar y de la jurisdicción del sur del ayuntamiento durante lo Antiguo Régimen.

- El pazo de Perrelos, en el lugar homónimo de la parroquia de Castelo, fecha del siglo XVII y es un gran ejemplo del barroco civil gallego.

Además de estos, están el Pazo de Nogueira y múltiples casas grandes, como las de A Amieira y Mosteiro (en Xián), la de Covas (en Castelo), la de Buín (en Campo), la de O Neto o de O Carreira (en Sobrecedo), la de Vidás (en Cicillón), la de Sonán o la A Cruz (que funciona como Casa de la Cultura en la villa de Taboada).

### Festividades
- Festa do Caldo de Ósos ("Fiesta del caldo de huesos"). El "caldo de ósos" es un plato propio de Taboada que disfruta de cierta fama a nivel gallego. Es un caldo hecho con el espinazo del cerdo, garbanzos, patata, sesos, un sofrito de aceite, ajo y pimentón doce y pimiento picante al gusto. Desde los años 90 se viene celebrando esa fiesta de exaltación gastronómica.
- Queima das Fachas. El Folión de Castelo, llamado en los últimos años Queima das Fachas, que se celebra todos los días 7 de septiembre en el Castro de Castelo, consiste en la quema de unas antorchas de gran tamaño (o "fachas"), dispuestos de forma circular, conmemorando una antigua tradición. Esta podría tener diversos orígenes: como forma de comunicación, con la función de ver por la noche o constituir un ritual mágico. Está declarada Fiesta de Interés Turístico de Galicia y es promovida por la Asociación Cultural "As Fachas".[18]